# Melpomene
Melpomene là một chi nhện trong họ Agelenidae.